# Eirenis aurolineatus
Espèce
Synonymes
- Contia collaris aurolineata Venzmer, 1919

Statut de conservation UICN

 LC  : Préoccupation mineure
Eirenis aurolineatus est une espèce de serpents de la famille des Colubridae.

## Répartition
Cette espèce est endémique de Turquie.

## Description
L'holotype de Eirenis aurolineatus mesure 196 mm dont 45 mm pour la queue. Cette espèce a une coloration est similaire à Eirenis collaris mais elle s'en différencie par une rayure jaune.

## Étymologie
Son nom d'espèce, du latin auro, « jaune », et lineatus, « rayé », lui a été donné en référence à sa livrée.

## Publication originale
- Venzmer, 1919 : Zur Schlangenfauna Süd-Kleinasiens, speziell des cilicischen Taurus. Archiv für Naturgeschichte, vol. 83, n. 11, p. 95-122 (texte intégral).